# Microregione di Macacu-Caceribu
Macacu-Caceribu è una microregione dello Stato di Rio de Janeiro in Brasile, appartenente alla mesoregione Metropolitana do Rio de Janeiro.

## Comuni
Comprende 2 municipi:
- Cachoeiras de Macacu
- Rio Bonito